# Davide Bais
Davide Bais (Rovereto, 2 de abril de 1998) é um ciclista profissional italiano, membro da equipa Eolo-Kometa Cycling Team.

## Biografia
Começou a andar em bicicleta na Società Ciclistica Mori, junto com seu irmão Mattia.

## Palmarés
- 2023
  - 1 etapa do Giro d'Italia

## Resultados em Grandes Voltas
| Corrida | Corrida         | 2019 | 2020 | 2021 | 2022  | 2023 |
| ------- | --------------- | ---- | ---- | ---- | ----- | ---- |
|         | Giro d'Italia   | —    | —    | —    | 125.º | 81.º |
|         | Tour de France  | —    | —    | —    | —     | —    |
|         | Volta a Espanha | —    | —    | —    | —     | —    |

—: não participa
Ab.: abandono

## Equipas
- Friuli (2019-2020)
  - Cycling Team Fiuli (2019)
  - Cycling Team Fiuli ASD (2020)
- EOLO-KOMETA Cycling Team (2021-)